# Pavel Křížkovský
Pavel Křížkovský (el seu nom apareix de vegades germanitzat com a Karel Krischkowsky; Kreuzendorf (avui Holasovice), Silèsia, 9 de gener de 1820 - Brno, 8 de maig de 1885) va ser un compositor d'obres corals i director de cor txec, precursor del cecilianisme.

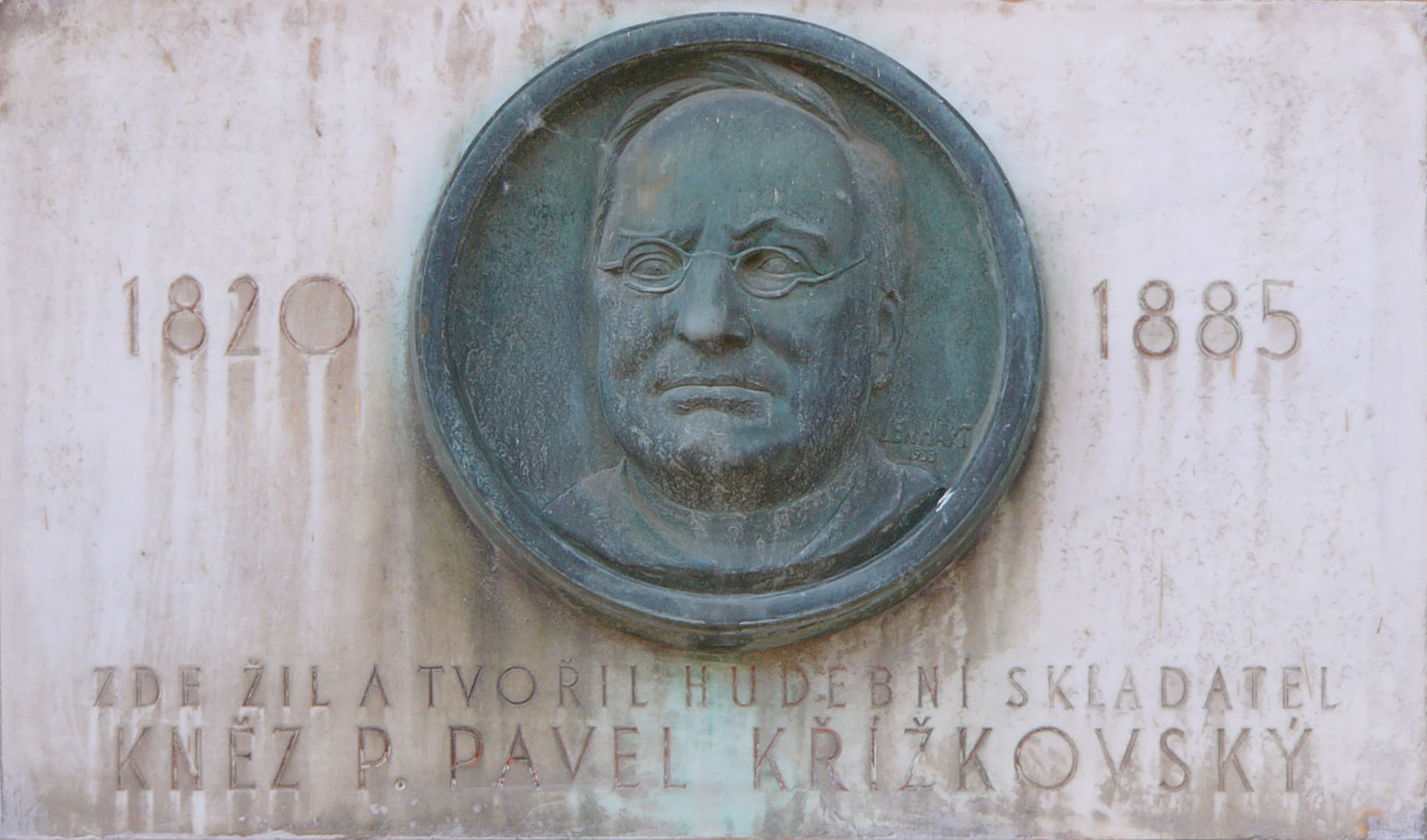
Monument a Pavel Křížkovský a Olomouc

De jove va pertànyer al cor d'un monestir en Opava. Va estudiar Filosofia a Brno i a Olomouc. El 1845 va ingressar a l'Orde de Sant Agustí, on va estudiar amb Gottfried Rieger i František Sušil, un apassionat col·leccionista de cançons populars de Moràvia. Va ser nomenat mestre de cor de l'Abadia de Sant Tomàs de Brno el 1848. Va fundar dos cors a Brno, i va organitzar amb regularitat concerts corals i de música de cambra. Entre els seus alumnes de cor hi havia Leóš Janáček. Křížkovský estava molt interessat en la cultura eslava i sovint interpretava obres poc conegudes de compositors moravians i txecs. Va arribar a ser director del cor de la catedral d'Olomouc fins a la seva jubilació, el 1877.

## Obra
Křížkovský, contemporani de Bedřich Smetana, va tenir un paper important en la música txeca. Tot i tenir una producció modesta, la seva influència va ser notable. Durant una època de ràpid ressorgiment nacional, els seus estudis amb Sušil van revelar-li la riquesa de la música popular de Moràvia. La major part de l'obra de Křížkovský consisteix en arranjaments d'obres folklòriques i obres sacres. La seva composició més coneguda és la cantata Sants Ciril i Metodi.